# Tornalla
La Tornalla o Tour Tornalla è un'antica torre di epoca medievale che dall'alto di un promontorio sorveglia dal lato nord-ovest il villaggio di Crétaz di Oyace, dal lato sud-est il suggestivo orrido di Betenda, scavato dal torrente Buthier nei secoli.

## Storia
Il nome Tornalla, di immediato rimando alla propria funzione difensiva, è piuttosto usato in Valle d'Aosta per torri di varia natura, da quelle di segnalazione alle torri scaliere.
Quella di Oyace è una torre castellata; forse per l'anomalia architettonica dell'ottogonalità della pianta, la sua costruzione è stata attribuita dalla tradizione a un gruppo di Saraceni esuli in Valpelline intorno all'anno Mille e potrebbe quindi trattarsi del più antico castello valdostano.

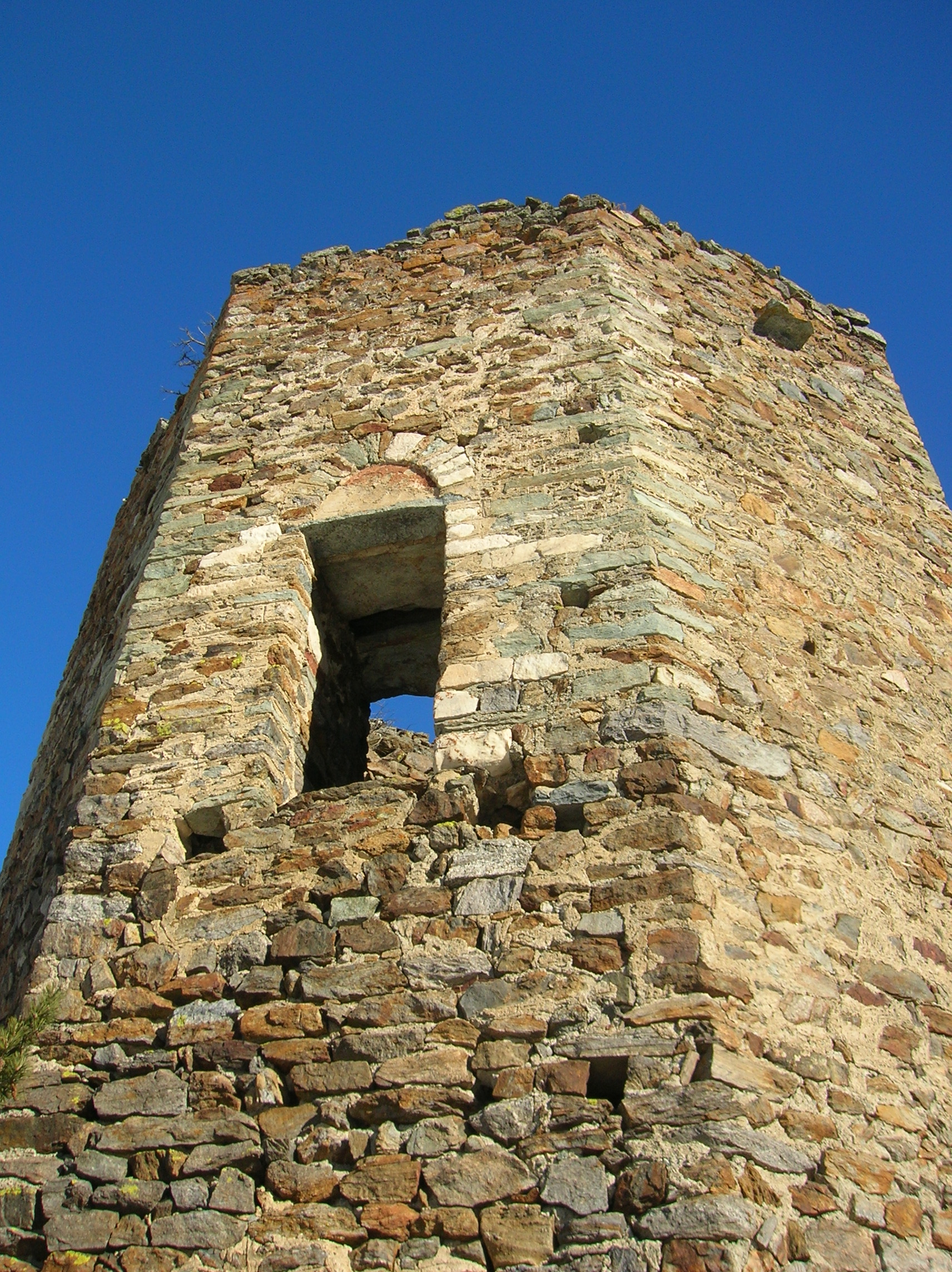
La porta d'ingresso rialzata della torre.

Secondo il Giacosa invece la torre è stata costruita in epoca medievale, probabilmente nel XII secolo, ma non si hanno notizie più precise in merito. Nel primo documento in cui viene citata, risalente al 1197, un tale di nome Ricalmo concedeva l'«allodio ad Ayacy» alla chiesa di Sant'Orso.
Nel complesso fortificato furono infeudati i Signori di Oyace, di cui si hanno poche informazioni.
Amedeo IV di Savoia, tra il 1233 e il 1253 decretò che il castello venisse distrutto per punire i signori di Oyace, rei di comportamenti poco corretti nei confronti di Casa Savoia.
Della casaforte non restò in piedi che la sola torre.
Tra il 1253 e il 1287 Oyace passò in mano ai potenti signori della Porta di Sant'Orso, già signori di Quart, ed entrò a far parte della baronia di Quart, Valpelline e Oyace. Tali Signori nella seconda metà del Trecento cedettero il controllo diretto ai Savoia.
Nel 1612 passò nuovamente di mano andando ai Perrone di San Martino.
La torre, oggi monumento d'interesse lungo l'Alta via della Val d'Aosta n. 1, appare in buono stato di conservazione, anche grazie ad un recupero del sito che ha sistemato il sentiero Tour Tornalla.
Accanto alla torre, e a dimostrazione della strategicità del luogo, è stato posto un impianto per le radiotelecomunicazioni. Negli anni duemiladieci, per migliorare la ricezione del segnale da parte delle utenze finali, un programma triennale 2011-2013 di vari enti e amministrazioni prevedeva la digitalizzazione di alcuni impianti e la delocalizzazione della struttura di radiotelecomunicazione di Rai Way presente sul sito della Tornalla verso il nuovo sito di Chalambé, liberando quindi il promontorio della stazione radioelettrica.
Nel 2013 le aree di Tornalla e Betenda sono state oggetto di una riqualificazione ambientale e funzionale.

## Architettura

Piantina delle rovine (1936) di Carlo Nigra sulla base di uno schizzo di Alfredo d'Andrade

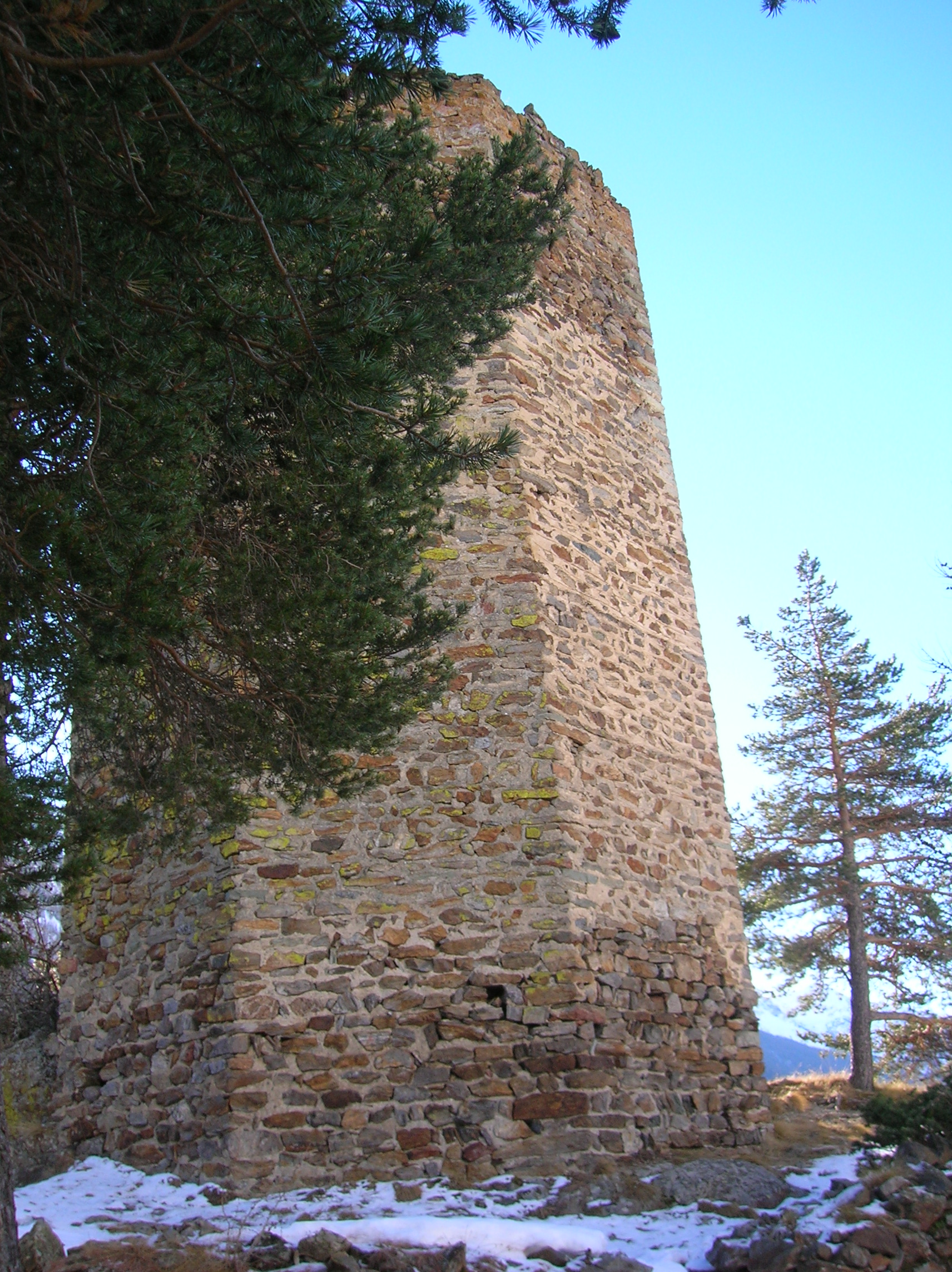
Il retro della torre, verso il promontorio, un tempo protetto dalla doppia cinta muraria.

La pianta della torre è ottagonale, un'anomalia architettonica rispetto alle costruzioni militari valdostane dell'epoca. Curiosamente, Giuseppe Giacosa la cita come torre esagonale.
Alta 11,7 metri, ha un diametro esterno di 7 metri e mezzo e un diametro interno di 3 metri e mezzo: lo spessore dei muri portanti arriva quindi quasi a 2 metri.
La porta d'accesso, com'era d'uso nel medioevo in Valle d'Aosta, è sopraelevata di alcuni metri per permettere agli occupanti di difendere meglio la postazione. Per accedere alla torre si usava una scala rimovibile, probabilmente di legno.
Delle mura che circondavano la torre non resta che qualche traccia: la parte più facilmente raggiungibile, opposta a quella dell'ingresso rialzato che invece era più protetto perché affacciato sullo sperone roccioso, aveva una doppia cortina difensiva.
Il rilievo roccioso su cui sorge la Tour d'Oyace è composto dalle stesse rocce africane antealpine dell'Unità di Valpelline che ritroviamo nei conci usati per edificare le mura della torre, cementati in alcuni punti da calce magra di epoca più recente. Le sue caratteristiche minerali sono all'origine del colore rosso-brunasto della torre e del promontorio, colore che a volte percola sulle pareti.